# 1950 Вемпе
1950 Вемпе (1950 Wempe) — астероїд головного поясу, відкритий 23 березня 1942 року.
Тіссеранів параметр щодо Юпітера — 3,674.